# Épreville-en-Roumois
Pour les articles homonymes, voir Épreville (homonymie).
Épreville-en-Roumois est une ancienne commune française, située dans le département de l'Eure en région Normandie, devenue le 1er janvier 2016 une commune déléguée au sein de la commune nouvelle de Flancourt-Crescy-en-Roumois.

## Toponymie
Le nom de la localité est attesté sous la forme Sprevilla (cartulaire de Jumièges) au XIIe siècle, Aspervilla en 1203 (M. R.), Espinville en 1222 (cartulaire de Bourg-Achard), Espreville en Romays en 1412, Espreville en Romoize en 1508 (archives nationales).
Voir la toponymie de Épreville-près-le-Neubourg.
Roumois est la région naturelle de Normandie, située au nord du département de l'Eure.

## Politique et administration
| Période                                  | Période | Identité      | Étiquette | Qualité     |
| ---------------------------------------- | ------- | ------------- | --------- | ----------- |
| mars 2001                                | 2015    | Michel Masson | UMP-LR    | Agriculteur |
| Les données manquantes sont à compléter. |         |               |           |             |

## Démographie
L'évolution du nombre d'habitants est connue à travers les recensements de la population effectués dans la commune depuis 1793. À partir du 1er janvier 2009, les populations légales des communes sont publiées annuellement dans le cadre d'un recensement qui repose désormais sur une collecte d'information annuelle, concernant successivement tous les territoires communaux au cours d'une période de cinq ans. 
Pour les communes de moins de 10 000 habitants, une enquête de recensement portant sur toute la population est réalisée tous les cinq ans, les populations légales des années intermédiaires étant quant à elles estimées par interpolation ou extrapolation. Pour la commune, le premier recensement exhaustif entrant dans le cadre du nouveau dispositif a été réalisé en 2005,.
En 2013, la commune comptait 436 habitants, en évolution de +17,2 % par rapport à 2008 (Eure : +2,66 %, France hors Mayotte : +2,49 %).
| 1793 | 1800 | 1806 | 1821 | 1831 | 1836 | 1841 | 1846 | 1851 |
| ---- | ---- | ---- | ---- | ---- | ---- | ---- | ---- | ---- |
| 719  | 626  | 755  | 678  | 618  | 483  | 506  | 517  | 500  |

| 1856 | 1861 | 1866 | 1872 | 1876 | 1881 | 1886 | 1891 | 1896 |
| ---- | ---- | ---- | ---- | ---- | ---- | ---- | ---- | ---- |
| 468  | 444  | 433  | 391  | 391  | 356  | 343  | 347  | 346  |

| 1901 | 1906 | 1911 | 1921 | 1926 | 1931 | 1936 | 1946 | 1954 |
| ---- | ---- | ---- | ---- | ---- | ---- | ---- | ---- | ---- |
| 329  | 303  | 286  | 279  | 283  | 262  | 279  | 283  | 296  |

| 1962 | 1968 | 1975 | 1982 | 1990 | 1999 | 2005 | 2010 | 2013 |
| ---- | ---- | ---- | ---- | ---- | ---- | ---- | ---- | ---- |
| 277  | 254  | 279  | 302  | 351  | 317  | 351  | 384  | 436  |

## Culture locale et patrimoine

### Lieux et monuments
Épreville-en-Roumois compte plusieurs édifices inscrits à l'inventaire général du patrimoine culturel :
- L'église Saint-Ouen (XIIe, XIIIe, XIVe, XVIe, XVIIe, XVIIIe et XIXe)[8] ;
- Une croix de cimetière du XIXe siècle[9]. Cette croix se trouve dans le cimetière de l'église Saint-Ouen ;
- Un manoir des XVIIe, XVIIIe et XIXe siècles[10] ;
- Une croix de chemin des XVIIe et XIXe siècles au lieu-dit la Gazerie[11]. La base et la colonne datent probablement du XVIIe siècle et la croix du XIXe siècle ;
- Une maison du XVIIIe siècle[12] ;
- Quatre fermes : une du XVIIe siècle au lieu-dit le Jonquay[13], une autre du XVIIe siècle au lieu-dit la Grouarderie[14], une autre probablement du XVIIe siècle au lieu-dit Bosc Follet[15] et une dernière des XVIIe et XIXe siècles[16].

Autre lieu :
- Château du Jonquay [17](XVIIe siècle, ca 1630) avec un pigeonnier du XIIe – XIIIe siècle - Propriétaires australiens.

### Patrimoine naturel

#### Site classé
- L'if du cimetière  Site classé (1925)[18].